# Rod Serling
Rodman Edward Serling (ur. 25 grudnia 1924 w Syracuse w stanie Nowy Jork, zm. 28 czerwca 1975 w Rochester również w stanie Nowy Jork) – amerykański scenarzysta i reżyser. 
Dorastał w Binghamton. Jego prawdziwa kariera zaczęła się w latach 50. XX wieku, gdy zaczął pracować jako scenarzysta i aktor w programach takich jak Requiem for a Heavyweight czy Forbidden Area, jednak prawdziwą sławę zdobył grając narratora w popularnym telewizyjnym show Strefa mroku.